# ماوريسيو أروس
ماوريسيو أروس (بالإسبانية: Mauricio Aros) مواليد 9 مارس 1976 في بونتا أريناس، هو لاعب كرة قدم تشيلي دولي سابق كان يلعب كظهير أيسر. سبق له أن لعب في كأس العالم لكرة القدم مع منتخب بلاده. لعب خلال مسيرته 395 مباراة سجل خلالها 31 هدفاً.

## المسيرة الاحترافية

### أندية لعب لها
- نادي أونيفرسيداد دي تشيلي
- فاينورد
- نادي مكابي تل أبيب
- نادي الهلال (السعودية)
- هواتشيباتو
- نادي أوهيجينس

## روابط خارجية
- ماوريسيو أروس على موقع الاتحاد الدولي (مؤرشف)  (الإنجليزية)
- ماوريسيو أروس على موقع قاعدة بيانات كرة القدم.إي يو (الإنجليزية)
- ماوريسيو أروس على موقع ناشيونال فوتبول تيمز (الإنجليزية)
- ماوريسيو أروس على موقع Soccerway.com (الإنجليزية)
- ماوريسيو أروس على موقع عالم كرة القدم.نت (الإنجليزية)